# Hister nomas
Hister nomas är en skalbaggsart som beskrevs av Wilhelm Ferdinand Erichson 1834. Hister nomas ingår i släktet Hister och familjen stumpbaggar. Inga underarter finns listade i Catalogue of Life.